# Sekimoto Koichi
Koichi Sekimoto (sinh ngày 23 tháng 5 năm 1978) là một cầu thủ bóng đá người Nhật Bản.

## Sự nghiệp câu lạc bộ
Koichi Sekimoto đã từng chơi cho Sagan Tosu.